# Neochera
Neochera es un género de lepidópteros perteneciente a la familia Erebidae. Es originario de Asia.

## Especies

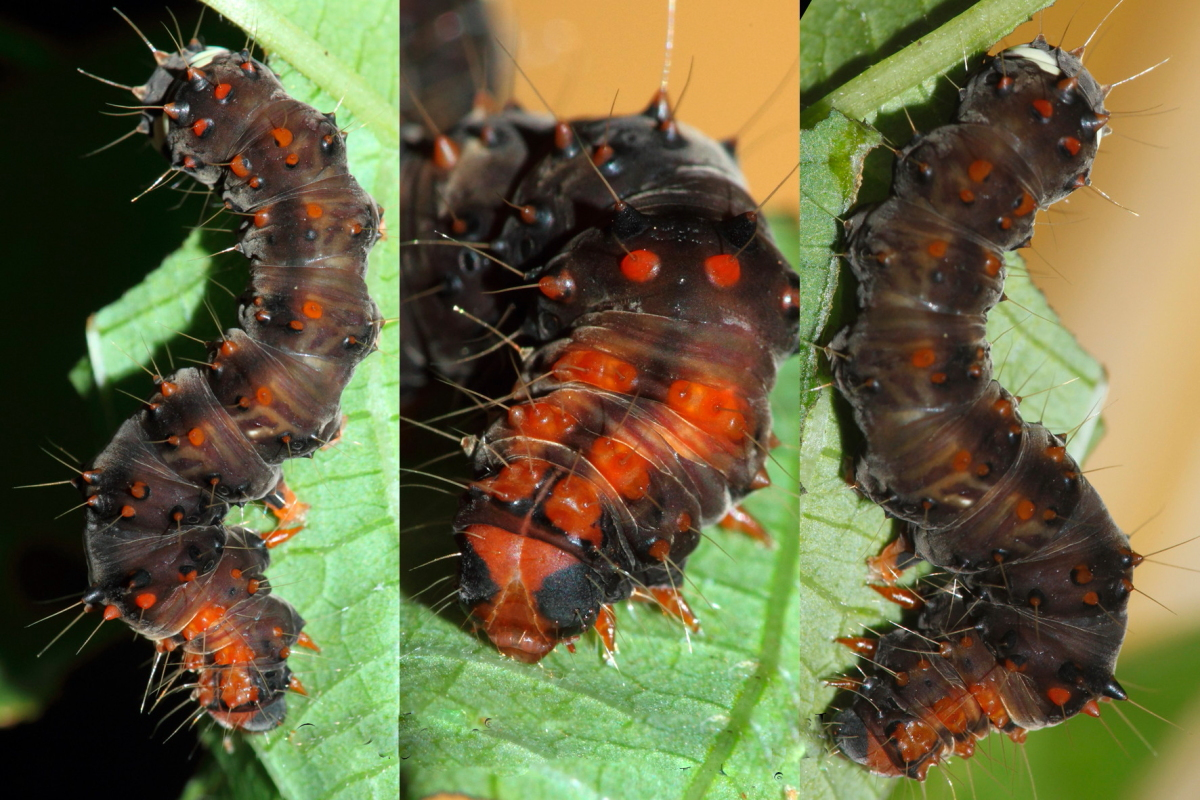
Neochera inops, larva

- Neochera dominia Cramer, 1780
- Neochera inops Walker, 1854
- Neochera marmorea (Walker, 1856)
- Neochera privata Walker, 1862